# 麦野
麦野（むぎの）は福岡県福岡市博多区の地名である。1丁目から6丁目まで存在する。

人口は7545人である。全体の面積は747441.2 ㎡である。（平成22年）

## 地理
博多区の南端に位置している。福岡高速環状線板付出入口から見て南東に位置している。

南に三筑と東雲町、南東に井相田、北に板付、北西に諸岡などと接している。

## 歴史
1920年頃は那珂村という地名だった。

### 変遷
| 1920年             | 1950年             | 1955年           | 1975年                 |
| ------------------ | ------------------ | ---------------- | ---------------------- |
| 福岡県筑紫郡那珂村 | 福岡県筑紫郡那珂町 | 福岡県福岡市麦野 | 福岡県福岡市博多区麦野 |

## 施設
- 福岡市立板付小学校
- 麦野日吉神社
- TRIALGO 麦野5丁目店
- 博多とみひろ保育園

## 史跡
- 麦野A遺跡群

## 交通

### 公共交通機関
- 麦野バス停
- 雑餉隈駅（西鉄天神大牟田線）

### 道路
- 筑紫通り
- 県道112号線